# Книга перемещения вечности
Книга перемещения вечности — древнеегипетский заупокойный текст, который в основном использовался в римский период египетской истории (30 г. до н. э. — 390 г. н. э.). Самая ранняя копия датируется периодом правления Птолемеев (332-30 до н. э.). «Книга перемещения вечности» по своему стилю и содержанию очень похожа на другие заупокойные тексты, особенно Нового царства. В книге описываются многочисленные религиозные ритуалы и похоронные обряды, связанные в первую очередь с Осирисом.